# パスカル・シティ
『パスカル・シティ』は、新谷かおるによる日本の漫画である。

## 概要
『エリア88』の連載に続き、『少年ビッグコミック』（小学館）にて、1986年から1987年にかけて全16話が連載された。最終話は『少年ビッグコミック』の最終号に掲載されている。単行本は全2巻が小学館（少年ビッグコミックス）から刊行された。2001年にMF文庫より全1巻のコミック文庫(ISBN 978-4840103671)として発売された。
作者によれば、本来はスペースシャトルの事故によって親を失った少年・少女たちの成長を描く大河ドラマとして始まったが、掲載誌が休刊・リニューアルすることになったため打ち切りが決まり、子供たちがシャトルを乗っ取って事故船を救助するという展開になったという。当初の構想では、宇宙飛行士を目指していた子供たちは成長していくにつれてそれぞれの理由で脱落していき、最後の一人が宇宙に旅立つシーンで完結する予定だった。

## ストーリー
時は近未来、月や衛星軌道上に恒久型ステーションが建造中という、宇宙開発華やかなりし時代。既存スペースシャトルが老朽化したために新世代型シャトル「サラトガ級」が建造され、試験航宙に出るが、新型艦ゆえのエンジントラブルによって暴走事故が発生し、月衝突コースに全速で向かってしまう。かろうじて月衝突は回避したものの、今度は太陽突入コースに向かってしまう。太陽突入もわずかに残った燃料を使った操作によりかろうじて回避できたものの、マイクロ秒の同調ミスで乗組員回収計画は失敗、関係者に絶望を与えた。
そんな中、乗組員の子供ら7人は希望を捨てず、地球周回宇宙ステーション向け補給物資運搬用の旧式シャトルを奪取して、地球から離れていくサラトガを追いかけた。
シャトルを奪われたNASAによる追跡や、酸素供給が他の船室とは隔離されたエリアでドアが開かなくなるとシステムトラブルといったアクシデントも乗り越え、サラトガ乗員の回収に成功。地球へ帰還する。カール船長は役割分担によって実に自然に活動する子供たちを見て、宇宙に受け入れられた最初の7人と称した。
そして18年後、彼らはそれぞれの立場で宇宙へと携わっていた。

## 登場人物

### オリジナル・セブン
ヒカル・シュナイダー
サラトガ船長カール・シュナイダー大佐の息子。アレックの親友で、両名ともローラースケートの名手。斜に構える傾向があり、いじめっ子達を「体力的に優位に立って欲求不満を解消するのが目的」と分析した。シンディ・マッケンジーとは従兄妹で幼馴染。住まいがフロリダ(米国南東)とホノルル(ハワイ)と離れていてもさりげなく両想いの関係。小学生には貴重なディズニーランドフリーパスも分け合う関係。二人は将来、結婚し、娘も生まれる。
「トナカイ作戦」失敗を知り、自分たちの力で父たちを救おうと仲間を誘って補給用シャトルを強奪、サラトガへ向かった。母が過労で倒れた時など、日常のトラブルでは助けてくれたバニー・ピーターソンにとてもかなわないと述懐するが、宇宙空間においてはシャトル内における水滴飛散時の危機管理など、船長として完璧な指揮ぶりをみせる。18年後にはシンディと結婚し子供をもうけ、また火星行き定期シャトルにも関与する。
アレクサンダー・ウェイバリー
サラトガ副船長ジョン・ウェイバリーの息子、通称アレック。ヒカルの親友で、両名ともローラースケートの名手。熱血漢で見境ない傾向があり、いじめられていた仲間を見て後先考えず突っ込んでいった。「トナカイ作戦」失敗を知り、自分たちの力で父たちを救おうと仲間を誘い、その際妹に見つかってなし崩しに仲間に入れ、補給用シャトルを強奪、サラトガへ向かった。女性関係があまり得意ではないらしく、初対面のシンディにアレックと愛称だけで名乗ったり、シャトル内で面倒を起こすデビーに「こいつ、宇宙服を着せて放り出そうぜ」などと、とんでもない発言も見受けられる。シャトル内では操船と機関の保守点検を担当、そのエネルギッシュな働きぶりはNASAの上層部をして「パイロットの資質十分」と賞された。確かにサラトガを追っていた追跡衛星を追い抜く際には、わずか0.2秒ほどの修正余地しかない緻密な操船もこなす操船技術を併せ持っていた。18年後にはヒカルと共に火星行き定期シャトルに関与する。
アーティ
ヒカルとアレックの友人で、天才肌のコンピュータマニア。ヒカルとアレックがローラースケート大会に出る時は作戦参謀役。父親がコンピュータ会社勤務でNASAにも機械やプログラムを納入している。ハッキングのためのパスワードを父のノートから盗み見ていたことを利用し、NASAのコンピュータから機密情報を違法閲覧し、補給物資運搬用シャトル奪取を計画する。ニセ情報を流したり追跡衛星から情報を得るなどのコンピュータを介する作業は全てアーティが行った。シャトル内ではコンピュータの管理と航法を担当、その知識・技量はNASAの上層部に「一級システム・エンジニアまたはミッションスペシャリストの資格十分」と言わせしめた。天才肌だが身内への絆の強さも持っており、ローラースケートの大会前に、ヒカル達と仲の悪いいじめっ子らにスケートに細工するよう徹底的に強制されても、最後まで受け入れなかった。また父親達を救い出す為、死刑の可能性すらあるNASAの最重要機密を盗み出す行為にも躊躇しなかった。
ボビー・ライデル
ヒカルたちの友人で、太り気味の男の子。愛称ベン。小学生としてはかなりの巨漢。言葉少なく優しい少年だが、泣くと周囲が対応できなくなるほど暴れ周り、その惨状はヒカルたちに「地球が大事ならそれ以上泣くな」と言われるほど。補給物資運搬用シャトル奪取計画をヒカルたちから知らされ、計画に参加する。シャトル内では船内管理を担当した。父親よりはチェスがうまい。
キャシー・ウェイバリー
アレックの妹。兄に劣らない行動派で、シャトル奪取に向かう兄たちに対して「自分も連れて行かなかったら計画を告げ口する」と脅して同行する権利を勝ち取った。シャトル内ではデビーとともに食品と衛生の管理を担当し、NASA職員達にその手際のよさを賞賛された。当直中に空調が止まったコンテナに閉じ込められるというトラブルに遭遇し、反目気味だったデビーと協力して切り抜ける。18年後にはアレックから2人目の子供を産んだことが伝えられた。
バニー・ピーターソン
セントラル小学校のローラースケートの名人で、デビーと仲がよい。ローラースケートの大会（フロリダ・ジュニア・カップ）でヒカルたちと対決するが、認められている妨害行為(ショルダーアタック)が一部反則(併せて当たったヒザが蹴り)と判定され、それによる減点でヒカル＆アレックに抜かれて、予選3位となった。しかしレースにおける冷徹さとは別に気さくな面を持つ彼は、ヒカルの母が心労で倒れた際に居合わせたなどの縁もあって交友をもつようになる。ある夜会の帰りに、偶然出会ったことからシャトル奪取計画を知り、意気に感じて計画に参加した。出自は明らかになっていないが、米国上院議員の娘と夜会を共にし、運転手のいるリムジンに乗り、電話一本で医師や看護師、メイドの手配ができる手際の良さからして、かなり上級階級な人物の令息であることが推測できる。シャトル内ではヒカルの補佐を担当、約1週間で生活作業プログラムとプランを立案。その内容は最も効率がよく、ストレスが発生しにくい内容となっており、その見事さにNASAの上層部が絶賛した。18年後にはデビーと結婚している。
デビー・ブラウン
ウェスト・ロード小学校のローラースケートの名人で、上院議員の娘。バニーと仲がよい。小学生としてはグラマーな肢体の持ち主で、小学生でピールマン・スピンができるのは彼女だけ。とにかく1番が好きで、その執心ぶりを、バニーに「トップなら犬とでもペアを組みたがる」と揶揄された。予選1位突破したヒカルにエキジビジョンで一緒に滑らないかと持ちかけたがにべもなく断られた。ヒカルたちのシャトル奪取計画を知った際には、特に興味を持たず口を紡いでいるつもりだった。しかしバニーに引っ張られる形でその場に入ってしまい、口封じ的にシャトルに乗せられてしまう。シャトル内ではキャシーとともに食品と衛生の管理を担当。そのキレイ好き振りを如何なく発揮し、船長に対しシャワーの使用を要求した。歯に衣着せぬ過激な物言いが特徴で、水分に弱いシャトルを「科学者が何人もよってたかって、いっぱいお金使って、出来上がったのがオフロも満足に入れない船よ。詐欺だわ！」と斬って捨ててNASAの技術者達の矜持を叩き潰した。18年後にはバニーと結婚している。

### サラトガ乗組員
カール・シュナイダー
次世代型スペースシャトル「サラトガ級」ネームシップ「サラトガ」船長、大佐。ヒカルの父親で、宇宙飛行の経験が豊富。宇宙へ行くことを「当たり前のこと」ととらえるよう息子に教育しており、過度の見送り・歓迎を遠慮していた。
サラトガのトラブル時には冷静な判断と的確な操作で月衝突・太陽突入を回避するものの、「トナカイ作戦」失敗から絶望に打ちひしがれる。しかし船長としての責務はおろそかにせず、状況の記録を続ける。米国人らしいクリスチャンを思わせる言動が多い。最後の酸素が尽きようとしていた時にヒカルたちの救助を受けて地球に帰還した。
ジョン・ウェイバリー
次世代型スペースシャトル「サラトガ級」ネームシップ「サラトガ」副長、大佐。アレックとキャシーの父親で、宇宙飛行の経験が豊富。
ハーディ・マッケンジー
次世代型スペースシャトル「サラトガ級」ネームシップ「サラトガ」乗組員、中佐。船長であるカールの義弟でシンディの父親。妻とは離婚調停中で、ことあるごとに愚痴をこぼしていた。今回が初の宇宙飛行であった。
ドリトル・ライデル
次世代型スペースシャトル「サラトガ級」ネームシップ「サラトガ」乗組員。ベンの父親で、教授。サラトガでは船医も兼ねる。禿頭でチョビ髭を生やしており、息子同様太っている。シュナイダー船長に輪をかけて冷静沈着、言動はいささか哲学的。チェスの腕前は息子以下。
クーキー・ジェットソン
次世代型スペースシャトル「サラトガ級」ネームシップ「サラトガ」乗組員、少佐。ミッションスペシャリスト。エンジントラブルによる急加速によって隔壁に叩きつけられ死亡。宇宙葬に付された。
コリン、ドナルド・スミス
次世代型スペースシャトル「サラトガ級」ネームシップ「サラトガ」乗組員。

### オリジナル・セブン、サラトガ乗組員親族
マリコ・シュナイダー
カール・シュナイダーの妻でヒカルの母。黒髪が美しい日本美人で、家を抜け出してシャトル発射を見に行ったヒカルに罰を与える（尻叩き）など、気丈な面もある。しかしサラトガ遭難を知って精神をすり減らし、過労で倒れる。トナカイ作戦失敗を知った時は酒に逃げた。だが、ヒカルらがシャトルを奪取してサラトガを追った時は精神を回復させ、カールとヒカルが戻ってくることを静かに祈っていた。
シンディ・マッケンジー
サラトガ乗組員マッケンジー中佐の娘、ヒカルの従妹(カール・シュナイダーの妹であるエイミーが母)。好物はプリン。両親が離婚調停中であることに心を痛めていた。ヒカルのことが大好きで、のちに結婚して娘をもうけた。

### NASA関係者
ファーガソン
衛星軌道上にある「ステーション1」に勤務する科学者。22歳にして物理学の博士号を取得しており、優しい上に「ミスSD（ステーション）1」という才色兼備。クーパーを含むステーション勤務男性の憧れの的。クーパーいわく、3サイズは上から86-56-85。サラトガ乗組員救助のため、「トナカイ作戦」を立案した。
ジェームス・ケリガン
ステーション1に勤務する科学者、ファーガソンとクーパーの上司で建築学博士、51歳。メガネをかけ、豊かな口髭を蓄えている。身長は低いが3サイズは96-130-110とかなりの肥満体。上司として厳しく、ファーガソンに入れ込んでいるクーパーを手厳しく嗜めた。
クーパー
ステーション1に勤務する科学者、かなり若い。細身でメガネをかけている。ファーガソンに強い憧れ（あるいは恋情）を抱いており、それゆえに彼女の3サイズまでデータ収集しており、上司であるケリガンに叱られた。
ピアス少佐
NASAの地上施設に勤務する軍人。ステーション1までの宇宙飛行を数度経験している。愛称はホーク・アイ。シュナイダー親子と仲がよく、ヒカルのことをリトル・シュナイダーと呼ぶ。その縁を理由にサラトガに起こった事故をシュナイダー家に説明するという辛い役目を任された。その後ルナベースへ移動し、救助船用のブースター建造に携わった。新谷かおる氏が手塚治虫氏に倣ったスターシステムで言えば、外見的にはエリア88のミッキー・サイモンとほぼ同じ容姿を持つ。

### その他
アーニー
フロリダのデパート内にあるスポーツ・ショップ（テナント）のアルバイト店員。ヒカルはアニーと呼んでいた。大会に備えてローラースケートの保守部品を買いに来たヒカルに応対した。釣りを受け取らずに去ったヒカルを探しているうちにイジメの現場に遭遇、大事に至る前にいじめっ子を追い払えた。しかしその後のヒカルがカンにさわるものであったため、いじめっ子のかわりに怒鳴り散らす。その後、アルバイト先が大会を協賛していたため助っ人として参加、ヒカルと再会、仲直りした。

## 用語
パスカル・シティ
タイトルにもなっている、カナベラル市近辺の当作品内における別称。狭義ではNASAの技術者等が住む高級住宅街とその近辺をさす。宇宙開発熱が冷め、NASAの規模も縮小された時期、宇宙計画再開を信じた科学者達がカナベラル近辺でさまざまな職につきながら時節を待ったことに由来する。スポーツショップの店員にいわく、博士号を3つも持っているタクシー運転手やロケットの最先端理論に精通しているホットドッグ屋がいた。
クリッパー計画
次世代型スペースシャトル「サラトガ型」の実用化に向けた極秘プロジェクト。あらゆる技術試験も兼ねており、実験機サラトガは最高機密の塊で、秘密を守るための自爆装置まで組み込んでいた。しかし最終試験中に深刻なトラブルが発生、計画は頓挫、または計画変更を余儀なくされた。
サラトガ
次世代型スペースシャトルのネームシップ。実用化直前の最終試験航行中にメインエンジンが暴走し、月衝突コースから太陽突入コースへ移行。危機を回避するものの、乗組員回収計画は失敗し、2ヵ月後に子供たちの非正規救助隊が到着したものの、子供たちがシャトルの認識コードを変更していなかったため、メインコンピュータによって機密保護のための自爆装置が作動し、乗組員は脱出するもサラトガは自爆した。
ステーション(SD)1
衛星軌道上にある宇宙ステーション。マカロニに切れ目を入れたような形をしている。地球と月面基地の中継基地の役目も果たす。作中では、建造を開始して5年が経過しているものの完成には至っていない。完成またはほぼ完成した暁には国連に管轄が移譲され、自由主義陣営に所属する国家は自由に使用できる予定。サラトガ遭難に際しては、「トナカイ作戦」の総司令部となった。
ルナベース
月面開発のための前線基地。トナカイ作戦では、救助シャトル専用のロケットブースター建造を行った。
トナカイ作戦
遭難したサラトガの乗組員を救助するための作戦、発案はファーガソン博士。サラトガが太陽の近日点を通過し地球の公転域に接近する航路を予測し、その場所へ救助用シャトルを送って乗組員を回収する計画。回収予定日が12月25日であることから、クリスマスのサンタクロースのソリになぞらえて命名された。
最終局面まで順調にいっていたものの、サラトガと回収用シャトルとの0.00001秒の同期誤差によって接舷に失敗。
ペガサス5
ステーション1に配備されていた作業用シャトル。子供たちが乗っていた補給用シャトルを捕まえようと出動したが、直前で見つかり逃亡された。
オリジナル・セブン
もとは、アメリカ初の有人宇宙飛行計画に選抜された宇宙飛行士7名をさす言葉（マーキュリー・セブン参照）。作中では、宇宙を戦いの場ではなく生活の場とした、神が認めた最初の7人であるとして、ヒカルたちを示す言葉。
ルナ・シティ
作品最後でヒカルが言っていた月面都市。ルナベースを拡大したものか新たに建造されたものかは不明。

## 関連事項
- スペースキャンプ (映画) - 子供たちが体験実習の為に乗っていたスペースシャトルが事故により大気圏外に打ち上ってしまい、本作同様、子供たちだけで協力しながら地球への帰還を目指す。
- チャレンジャー号爆発事故 - 1986年1月28日、アメリカ合衆国のスペースシャトルチャレンジャーが打ち上げから73秒後に分解し、7名の乗組員が全員死亡した事故。